# 로젠보리 백작 비고 왕자

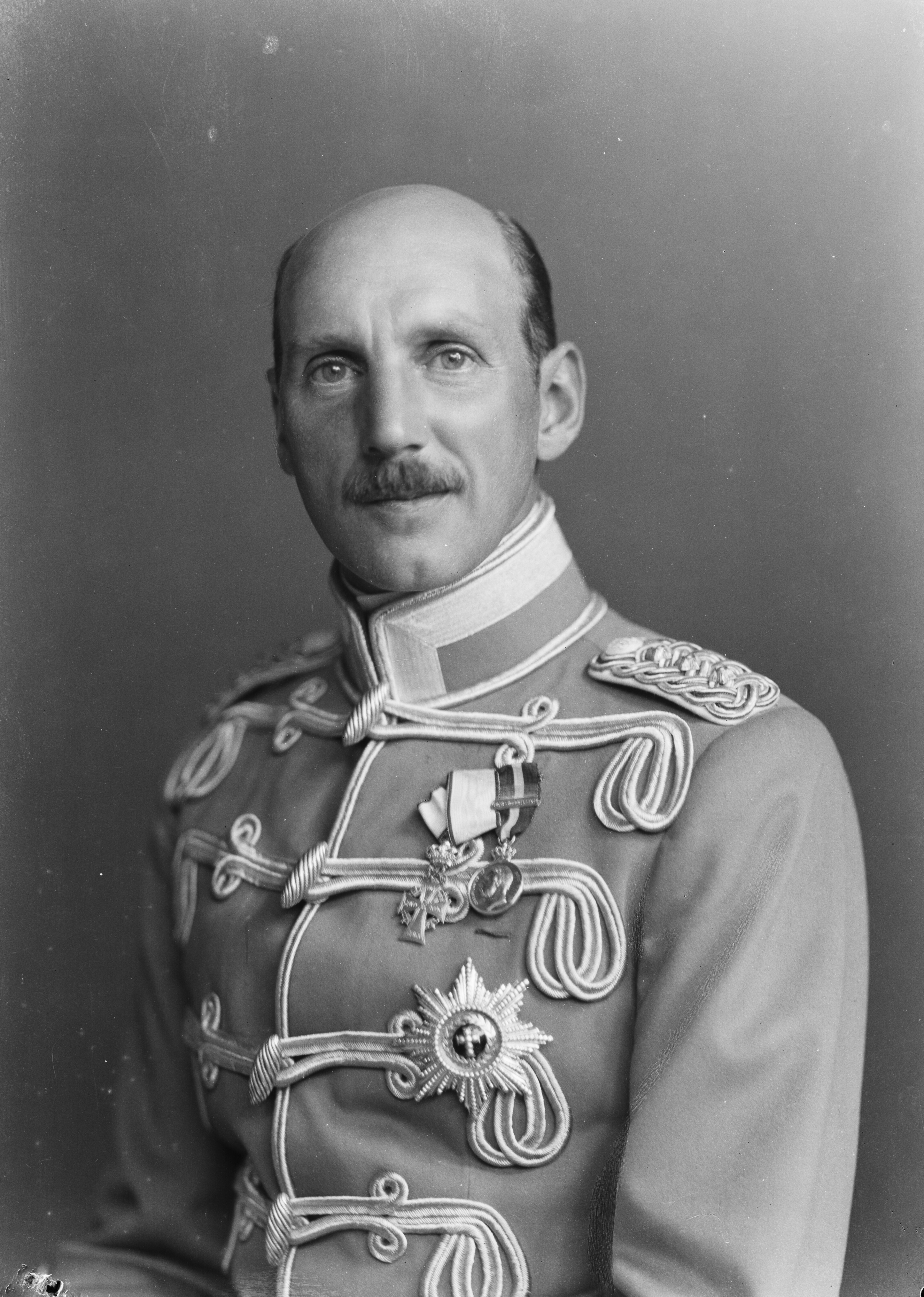
로젠보리 백작 비고 왕자

로젠보리 백작 비고 왕자(Prince Viggo, Count of Rosenborg, 1893년 12월 25일 ~ 1970년 9월 18일)는 덴마크의 왕자이다. 그는 코펜하겐에서 덴마크 왕자 발데마르와 오를레앙 공주 마리의 막내 아들로 태어났다. 또한 덴마크의 크리스티안 9세의 막내 손자이기도 했다.